# Michèle Baumgartner
Pour les articles homonymes, voir Baumgartner.
Michèle Baumgartner, née le 18 septembre 1953 à Colmar et morte le 19 juin 1985 à Saint-Germain-en-Laye, est une actrice française.

## Biographie
Michèle Baumgartner grandit à Colmar, où son père est neurochirurgien à l'hôpital Pasteur. Elle fait scandale au sortir du conservatoire en jouant nue sur scène. 

### Carrière
Elle trouve son premier rôle à la télévision dans Les Brebis égarées (1979) de la série policière Commissaire Moulin, épisode qui met fin à un premier cycle de 13 épisodes. Elle fait une forte impression dans ce téléfilm, ce qui lui vaut deux autres rôles à la télévision : un épisode de Médecins de nuit (Léone, en 1980) et un rôle récurrent dans la série Madame S.O.S. en 1982 avec Annie Cordy.
François Truffaut lui offre l'un des rôles principaux de son film La Femme d'à côté (1981), où elle incarne Arlette, la femme de Bernard, joué par Gérard Depardieu. L'année suivante, elle joue dans Les Mots pour le dire de José Pinheiro.

### Mort
Mère de deux enfants, dont David Milliat, journaliste et présentateur de l'émission Le jour du Seigneur, Michèle Baumgartner meurt le 19 juin 1985.
Dans son livre autobiographique Les Bijoux de pacotille, paru en 2015, sa fille, la comédienne Céline Milliat-Baumgartner (née en 1976), raconte que ses parents sont morts brûlés vifs dans un accident de la route à l'entrée du tunnel de Saint-Germain-en-Laye.

## Filmographie

### Cinéma
- 1981 : La Femme d'à côté de François Truffaut : Arlette Coudray
- 1983 : Les Mots pour le dire de José Pinheiro : Michèle

### Télévision
- 1979 : Commissaire Moulin (épisode Les Brebis égarées) : Rom
- 1979 : Médecins de nuit (série télévisée, épisode : Léone) de Bruno Gantillon : Élisabeth Martin
- 1982 : Madame S.O.S. (6 épisodes) : Christine